# Claremont (Dél-Dakota)
Claremont város az Amerikai Egyesült Államok Dél-Dakota államában, Brown megyében. Lakosainak száma 108 fő (2020. április 1.).

## Népesség
A település népességének változása:

| 2010 | 127 |
| 2020 | 108 |